# Morro da Bela Vista do Ghizoni
O morro da Bela Vista do Ghizoni é o terceiro ponto mais elevado de Santa Catarina, com latitude de 27 53 05-S e Long de 49 18 35´-W. É um dos raros picos (morros) com altitude medida (não estimada) da serra Catarinense.
Localiza-se no Campo dos Padres, região de superlativos cênicos, dentro dos limites do município de Bom Retiro, na serra Geral em SC. Sua altitude é de 1804,19 m, ficando atrás apenas do morro da Boa Vista, pouco mais de 5 km a SW, este com 1824 m de altitude;  e do Morro da Igreja com 1822 m. A população local, chama o morro da Bela Vista do Ghizoni, pelo outro nome, correto e sugestivo pela sua forma, de morro do Chapéu. A região requer excelente condicionamento físico e adequado uso de equipamentos de trekking/camping para o frio, já que não importa a época do ano, o clima é severo, com rápidas mudanças (frio, vento, altíssima umidade, terreno acidentado e pouquíssima densidade populacional).